# Taiji-1
Taiji-1 (chinesisch 太極一號 / 太极一号, Pinyin Tàijí Yīhào), auch bekannt als KX-09 (von Kexue bzw. „Wissenschaft“), ist ein Technologieerprobungssatellit der Chinesischen Akademie der Wissenschaften, der erste Satellit im Rahmen des Taiji-Programms zur Erforschung von Gravitationswellen mit weltraumbasierten Laser-Interferometern.
Taiji-1 wurde am 30. August 2019 um 23:41 UTC mit einer Trägerrakete vom Typ Kuaizhou-1A in eine sonnensynchrone Umlaufbahn von etwa 600 km Höhe gebracht.
Finanziert wurde der Satellit aus dem Weltraumwissenschaftlichen Prioritätsprogramm. Im Rahmen des Taiji-Programms sollen etwa 2025 zwei weitere Satelliten gestartet werden, weitere drei Satelliten ab 2032.

## Funktion
Der an der Innovationsakademie für Mikrosatelliten der Chinesischen Akademie der Wissenschaften in Shanghai unter Aufsicht des Nationalen Zentrums für Weltraumwissenschaften und unter der Beteiligung zahlreicher Firmen und Institutionen aus dem In- und Ausland entwickelte Satellit dient der Erprobung von Schlüsselkomponenten für das Projekt, und zwar des Optischen Metrologie-Systems und des Strömungswiderstandsfreien Steuersystems. Das Optische Metrologie-System ist ähnlich aufgebaut wie das entsprechende Gerät auf dem Testsatelliten LISA Pathfinder der ESA.
Es besteht aus einer optischen Bank, zwei Laser-Quellen und einem Phasenmeter, das die durch minimale Abstandsveränderung der beiden Prüfmassen verursachte Phasenverschiebung zwischen den Laserstrahlen misst,
also als Interferometer fungiert. Die Prüfmassen sind freischwebende Würfel aus einer Gold-Platin-Legierung mit einer Kantenlänge von 46 mm und einem Gewicht von jeweils 1,93 kg. Das Steuersystem besteht aus einem kapazitiven Beschleunigungssensor für jede Prüfmasse,
dem eigentlichen Steuersystem und zwei Arten von elektrischen Mikrotriebwerken – ein Radiofrequenz-Ionenantrieb und ein Hallantrieb – mit einer Schubkraft von 10 μN, regelbar mit einer Präzision von 0,1 μN.
Nach dem Start am 30. August 2019 wurden einen Monat lang Versuche zum präzisen Manövrieren mit den Mikrotriebwerken durchgeführt, die eine Reaktionszeit von 0,33 Sekunden besitzen.
Die Beschleunigungssensoren maßen die relative Bewegung der freischwebenden Prüfmassen zum Satelliten, der auch im antriebslosen Zustand ständig äußeren Kräften durch Ausgasen, Sonnenwind etc. ausgesetzt ist. Laut Spezifikation sollte die Genauigkeit der Beschleunigungssensoren bei 3 × 10−9 m/s−2 liegen, bei den Versuchen im September 2019 wurde 1 × 10−9 m/s−2 erreicht. Die ermittelten Daten wurden an das Steuersystem weitergeleitet, das daraus Steuerbefehle für die Mikrotriebwerke berechnete, die den Satelliten so um die Testmassen herum nachführten, dass diese ihre Position innerhalb des Satelliten präzise beibehielten.
Durch diese Bahnkontrollmanöver konnte der Messaufbau derart stabilisiert werden, dass die Beschleunigung in Relation zu den Prüfmassen, die äußere Kräfte noch auf den Satelliten ausübten, bei weniger als 10−7 m/s−2 lag. Mit dem Laser an Bord konnten Bewegungen der Probemassen im Bereich von 100 pm gemessen werden, was etwa der Größe eines Atoms entspricht. Für das endgültige Observatorium muss dieser Wert jedoch bis 2032 noch auf 8 pm verbessert werden, die Genauigkeit des Beschleunigungssensors auf 3 × 10−15 m/s−2.

## Folgemission
Nach dem erfolgreichen Abschluss der Technologieerprobungsphase begann Taiji-1 im Jahr 2021 mit einer Folgemission. Hierbei wird im Zusammenwirken mit den Beidou-Navigationssatelliten das Gravitationsfeld der Erde und seine monatliche Veränderung mit großer Genauigkeit kartografiert.